# Championnat du Cambodge de basket-ball
La Cambodian Basketball League (ou CBL) est depuis 2013, une compétition annuelle mettant aux prises les onze meilleurs clubs professionnels de basket-ball au Cambodge.

## Historique

Le premier Logo de la Fédération du Cambodge de basket-ball.

La première édition du championnat national se déroula en 2013 sous le nom de Angkor Beer Cambodian Basketball League. Elle fut remportée par le club de Davies Paints.

## Organisation
Le 4e Cambodian Basketball League réunit 11 clubs répartis en une poule unique.
| Club                    | Ville | Classement 2015-2016 | Entraîneur | Depuis | Stade | Capacité théorique | Date de création |
| ----------------------- | ----- | -------------------- | ---------- | ------ | ----- | ------------------ | ---------------- |
| ALLN                    |       |                      |            |        |       |                    |                  |
| Bayon Airline           |       |                      |            |        |       |                    |                  |
| Blue Thunder            |       |                      |            |        |       |                    |                  |
| Davies Paints           |       |                      |            |        |       |                    |                  |
| Extra Joss Fighters     |       |                      |            |        |       |                    |                  |
| Mekong Tigers           |       |                      |            |        |       |                    |                  |
| MSGM Beast              |       |                      |            |        |       |                    |                  |
| Phonom Penh Blue Kraitt |       |                      |            |        |       |                    |                  |
| Pinoy Rhythm            |       |                      |            |        |       |                    |                  |
| Smart Dragons           |       |                      |            |        |       |                    |                  |
| Team Respeck            |       |                      |            |        |       |                    |                  |

## Palmarès

### Champions CBL
| Date | Vainqueur     | Score   | Finaliste           | Lieu                                     | Spectateurs |
| ---- | ------------- | ------- | ------------------- | ---------------------------------------- | ----------- |
| 2013 | Davies Paints | -       | -                   | Olympic Stadium Indoor Arena, Phnom Penh | -           |
| 2014 | Pate 310      | 56 - 54 | Davies Paints       | Olympic Stadium Indoor Arena, Phnom Penh | -           |
| 2015 | Mekong Tigers | 82 - 80 | Extra Joss Fighters | Olympic Stadium Indoor Arena, Phnom Penh | -           |
| 2016 | ALLN          | 80 - 55 | Extra Joss Fighters | Olympic Stadium Indoor Arena, Phnom Penh | -           |

### Tableau d'honneur
Le tableau suivant liste les clubs vainqueurs du championnat du Cambodge, le nombre de titres remportés et les années correspondantes.
| Rang | Club          | Titres | Années |
| ---- | ------------- | ------ | ------ |
| 1    | ALLN          | 1      | 2016   |
| 2    | Mekong Tigers | 1      | 2015   |
| 3    | Pate 310      | 1      | 2014   |
| 4    | Davies Paints | 1      | 2013   |